# Festuca sibirica
Festuca sibirica är en gräsart som beskrevs av Eduard Hackel och Pierre Edmond Boissier. Festuca sibirica ingår i släktet svinglar, och familjen gräs. Inga underarter finns listade i Catalogue of Life.